# Cleora fuscolimbata
Cleora fuscolimbata là một loài bướm đêm trong họ Geometridae.